# Santiago del Teide
Santiago del Teide ist eine Stadt auf der Kanareninsel Teneriffa mit 12.373 Einwohnern (Stand: 2024).

## Geographie

### Geographische Lage
Nachbargemeinden sind Buenavista del Norte, Los Silos und El Tanque im Norden, Garachico und Icod de los Vinos im Nordosten, La Orotava im Osten und Guía de Isora im Süden.
Die Gemeinde Santiago del Teide hat eine Ausdehnung von 52,26 km² auf einer durchschnittlichen Höhe von 950 m über dem Meeresspiegel.

### Gemeindegliederung
Haupt-Gemeindeteile sind die drei inzwischen zusammen gewachsenen Touristenzentren Puerto de Santiago (auch Puerto Santiago genannt), Playa de la Arena und Los Gigantes an der Küste, Tamaimo auf etwa 600 Metern und der Hauptort Santiago del Teide selbst auf etwa 930 Metern. Weitere Ortsteile von Santiago del Teide sind Valle de Arriba, Las Manchas, El Molledo, El Retamar und Arguayo, die alle im Hochland liegen.

### Klima
Die südwestlichen Gemeindeteile Puerto Santiago mit Los Gigantes und Playa de la Arena liegen im Lee-Schatten des Teno-Gebirges. Das Klima ist als eine Art „subtropisches Höhenlagen-Klima“ einzuordnen. Da nordöstliche Winde meist vorherrschen, ist dieses Gebiet wegen des im Nordwesten liegenden Teno-Gebirges fast ständig einem Föhn-Effekt ausgesetzt. So werden hier die höchsten Temperaturen der Kanarischen Inseln gemessen, verbunden mit den meisten Sonnenscheinstunden des Archipels. Im Gegenzug ist das Gebiet um Santiago bei (eher seltenen) Südwest-Wetterlagen starken Niederschlägen ausgesetzt, die vorzugsweise im Winter zwischen November und Februar auftreten und gelegentlich unwetterartig ausfallen können.

## Geschichte
Nach der Eroberung Teneriffas durch die Spanier gehörte das Gebiet um das heutige Santiago del Teide zu Buenavista del Norte. 1552 lebten in diesem Gebiet 12 Menschen. Im 17. Jahrhundert entstand aus einer älteren Kapelle, die dem heiligen Jakobus (spanisch Santiago) geweiht war, eine neue Kirche. Am 9. September 1679 erlangte die Gemeinde offiziell ihre Unabhängigkeit von Buenavista del Norte. Im 18. Jahrhundert galt Santiago del Teide als einer der ärmsten Orte Teneriffas. 1776 trat Adeje ein größeres Stück Brachland an Santiago ab, das von den benachbarten Ortschaften gegen Zahlungen kultiviert wurde.
1916 bekam der Ort, der bis dahin offiziell nur den Namen Santiago trug, offiziell den Zusatz del Teide. Im 20. Jahrhundert erlebte Santiago del Teide einen wirtschaftlichen und demographischen Aufschwung, die Bevölkerung wuchs von 1432 Einwohnern 1900 auf 3414 im Jahr 1970. Außerdem erhielt die Stadt Anschluss an das Straßennetz 1930 sowie Wasserleitungen 1950. Seit den 60er Jahren profitiert Santiago del Teide außerdem vom Tourismus, vor allem in den Küstenorten. Die Einwohnerzahl überschritt kurz nach der Jahrtausendwende die 10 000-Einwohner-Marke.

## Einwohnerentwicklung
| Jahr | Einwohner | Bevölkerungsdichte |
| ---- | --------- | ------------------ |
| 1991 | 5.914     |                    |
| 1996 | 7.506     |                    |
| 2001 | 9.303     | 178,9 Ew./km²      |
| 2002 | 10.113    |                    |
| 2003 | 10.523    | 201,55 Ew./km²     |
| 2004 | 10.777    | 206,2 Ew./km²      |
| 2005 | 11.212    |                    |
| 2006 | 11.379    |                    |
| 2007 | 11.493    |                    |
| 2008 | 11.825    |                    |
| 2009 | 12.050    |                    |
| 2010 | 12.099    |                    |
| 2014 | 10.468    | 200,3 Ew./km²      |
| 2016 | 11.338    | 216,95 Ew./km²     |

## Verkehr

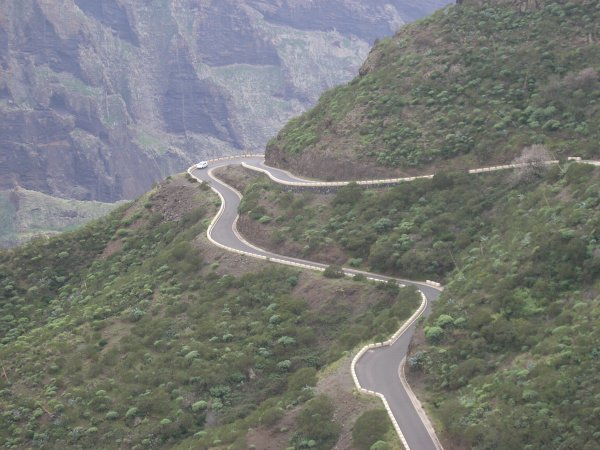
Straße zwischen Santiago del Teide und Buenavista del Norte

In Santiago del Teide endet seit der Fertigstellung des Teilstücks von Guía de Isora nach Santiago del Teide 2015 die TF-1 (Autopista del Sur), die über Adeje zur Inselhauptstadt Santa Cruz de Tenerife führt. Um eine Verbindung zur TF-5 (Autopista del Norte) herzustellen, soll die Autobahn bis nach El Tanque durch einen mehreren Kilometer langen Tunnel verlängert werden. Allerdings ist unklar, wann dieses bereits begonnene Bauvorhaben fertiggestellt werden kann, da die Inselregierung den Bau nicht vollständig finanzieren kann. Außerdem führen von Santiago del Teide Landstraßen über Masca nach Buenavista del Norte und über El Tanque nach Icod de los Vinos.

## Besonderheiten
Die Gemeinde Santiago del Teide hatte im Jahr 2011 einen Ausländeranteil von 52 % und damit mehr als jede andere Gemeinde in Spanien.